# Irene Curtoni
Irene Curtoni (Échirolles, Francia, 11 de agosto de 1985) es una deportista italiana que compitió en esquí alpino. Su hermana Elena compitió en el mismo deporte.
Ganó una medalla de bronce en el Campeonato Mundial de Esquí Alpino de 2019, en la prueba de equipo mixto. En la Copa del Mundo consiguió dos podios en total.
Participó en los Juegos Olímpicos de Pyeongchang 2018, ocupando el quinto lugar en la prueba de equipo mixto y el décimo en el eslalon.

## Palmarés internacional
| Campeonato Mundial | Campeonato Mundial | Campeonato Mundial | Campeonato Mundial |
| Año                | Lugar              | Medalla            | Prueba             |
| ------------------ | ------------------ | ------------------ | ------------------ |
| 2019               | Åre (Suecia)       | Medalla de bronce  | Equipo mixto       |